# (91218) 1999 AM5
1999 أي أم 5 (ويعرف أيضًا باسم (91218) 1999 أي أم 5 وفق تسمية الكوكب الصغير) (بالإنجليزية: 1999 AM5)‏ هو كويكب ضمن حزام الكويكبات؛ وترتيبه 91218 من حيث الاكتشاف.
اكتُشف هذا الجُرم الفلكي بواسطة تاكيشي أوراتا ‏ في 10 يناير 1999.

## وصلات خارجية
- (91218) 1999 AM5 في قاعدة بيانات مختبر الدفع النفاث لأجرام النظام الشمسي الصغيرة

- الاكتشاف · مخطط المدار ·  العناصر المدارية · المعلمات المادية

- (91218) 1999 AM5 على موقع ويكي سكاي: DSS2, SDSS, GALEX, IRAS, Hydrogen α, X-Ray, Astrophoto, Sky Map, Articles and images